# Sinosenecio eriopodus
Sinosenecio eriopodus là một loài thực vật có hoa trong họ Cúc. Loài này được (Cumm.) C.Jeffrey & Y.L.Chen miêu tả khoa học đầu tiên năm 1984.